# 日澤雄介
日澤 雄介 (ひさわ ゆうすけ、1976年5月23日 - )は、日本の演出家、俳優。劇団チョコレートケーキ主宰。

## 来歴
東京都出身。駒澤大学卒業。2000年に劇団チョコレートケーキを旗揚げ。劇団代表を務めながら役者として多数の作品に出演。近年は演出家としても演劇界で高い評価を得ている。
2012年『熱狂』『あの記憶の記録』、2013年『治天ノ君』でCoRich年間ベスト1、日本演出家協会若手演出家コンクール最優秀賞、2014年と2017年読売演劇大賞優秀演出家賞など受賞。

## 受賞歴
- 2012年　若手演出家コンクール2012　最優秀賞(『親愛なる我が総統』)[4]
- 2012年　CoRich舞台芸術アワード!2012 『熱狂』『あの記憶の記録
- 2013年　CoRich舞台芸術アワード!2013『治天ノ君』
- 2014年　第21回読売演劇大賞 優秀演出家賞、選考委員特別賞(『治天ノ君』)
- 2015年　第49回紀伊國屋演劇賞　団体賞　劇団チョコレートケーキ
- 2017年　第25回読売演劇大賞 優秀演出家賞(『あの記憶の記録』『幻の国』※外部演出)[5][6]

## 主な演出作品
- ライン（国境）の向こう
- 新・殺人狂時代～12人の怒れる男たち～
- 追憶のアリラン
- 熱狂[7]
- 治天の君
- 親愛なる我が総統[8]

## 活動歴
- 2000年1月 劇団チョコレートケーキ第１回公演 『それが、こたえのような。』 出演 ＠荻窪アールコリン
- 2001年6月 シアター・チャンネル・パレード『宇宙飛行士仮死状態』＠下北沢OFF・OFFシアター

- 2002年　
  - 4月 劇団チョコレートケーキ第2回公演 『ヒーロー』 出演 ＠王子小劇場
  - 8月 劇団チョコレートケーキ第3回公演 『月が近づけば少しはましだろう』 出演 ＠プロト・シアター
  - 11月 劇団チョコレートケーキ第4回公演 『人生の達人』 出演 ＠ART THEATER かもめ座

- 2003年　
  - 4月 劇団チョコレートケーキ第5回公演 『ザッツ・アメリカ』 出演 ＠スタジオはるか
  - 7月 劇団チョコレートケーキ第6回公演 『ベンチ』 出演 ＠江古田ストアハウス
  - 11月 劇団チョコレートケーキ第7回公演
  - 11月 劇団のったっとぉ第10回公演「わき役は微笑んで」はどのようにして出来たのか？ 出演 ＠王子小劇場

- 2004年
  - 6月 劇団チョコレートケーキ第8回公演 『そして僕らは...』 出演 ＠江古田ストアハウス
  - 9月 劇団チョコレートケーキ第9回公演 『それが、こたえのような。』（再演） 出演 ＠池袋小劇場

- 2005年
  - 6月 新宿☆パープルパンダ『今夜、ここで逢えたら』＠アイピット目白
  - 7月 劇団ヒラガナ（絆）『丘の上３番地～宙屋～』＠ウッディシアター中目黒

- 2006年　
  - 4月 劇団チョコレートケーキ第11回公演 『何か、空海？』 出演 ＠新宿タイニイ・アリス
  - 6月 モリモトユカリ・プロデュース『THE BANK』@TACCS1179
  - 9月 劇団チョコレートケーキ第12回公演 『月が近づけば少しはましだろう』 出演 ＠シアターグリーン BASE THEATER
  - 11月 ZIPANGU Stage『ジンクス～a jinx』＠シアターサンモール
  - 11月 劇団ヒラガナ（傷）『丘の上３番地～宙屋～あれから』＠ウッディシアター中目黒

- 2007年　
  - 3月 劇団チョコレートケーキ第13回公演 『ヒーロー』 出演 ＠シアターグリーンBOX in BOX THEATER
  - 5月 劇団伍季風『LOST』＠アイピット目白
  - 10月 劇団チョコレートケーキ第14回公演 『君の空に花束を』 出演 ＠シアターグリーンBOX in BOX THEATER

- 2008年　
  - 2月 劇団チョコレートケーキ another taste stage 『桜とサクラ』 出演 ＠TACCS1179
  - 5月 ZIPANGU Stage『Lucky Guy』＠萬劇場
  - 7月 劇団チョコレートケーキ第15回公演 『そして僕らは...』（再演） 出演 ＠中野ザ・ポケット
  - 11月 トリガーライン『La Fiesta』＠明石スタジオ

- 2009年
  - 2月 劇団チョコレートケーキ第16回公演 『a day』 出演 ＠中野ザ・ポケット
  - 8月 DULL-COLOREDPOP『マリー・ド・ブランヴィリエ侯爵夫人』＠新宿シアターモリエール
  - 10月 トリガーライン『938』＠劇場MOMO
  - 11月 ZIPANGU Stage『アワード a war of award』＠シアターサンモール

- 2010年　
  - 3月 Marmo Pets Vol.1 Fw：『Sakura咲く』＠六本木・アトリエフォンティーヌ
  - 6月 劇団チョコレートケーキ第17回公演 『サウイフモノニ...』 演出・出演 ＠テアトルBONBON
  - 9月 世田谷シルク『渡り鳥の信号待ち』＠新宿・サンモールスタジオ
  - 10月 劇団チョコレートケーキ第18回公演 『起て、飢えたる者よ』 演出・出演 ＠ギャラリー・ルデコ4F

- 2011年　
  - 3月『NUMBERS』参加　世田谷シルク番外公演『轟くヘヤー！！』＠新宿・サンモールスタジオ　作・演出　堀川炎
  - 5月 劇団チョコレートケーキ第19回公演 法廷劇2本立て『十二人の怒れる男』演出・出演 ＠ギャラリー・ルデコ5F
  - 5月 劇団チョコレートケーキ第19回公演 法廷劇2本立て『裁きの日』 演出 ＠ギャラリー・ルデコ5F
  - 7月 『NUMBERS』参加　世田谷シルク番外公演『轟くヘヤー！！』＠新宿・サンモールスタジオ　作・演出　堀川炎
    - ※3月の公演が震災のため途中中止になり、その振り替え公演

  - 8月 『谷賢一・田中沙織結婚式』 ＠池袋・シアターグリーン　BOX in BOX THEATER
  - 9月 寄せ集めユニット【海ガメのゴサン】『お裁縫とセックス』＠渋谷・ギャラリールデコ4F　※日替わりゲスト
  - 10月 トリガーライン第9回公演『ALPHA』 ＠中野　劇場MOMO
  - 12月 劇団チョコレートケーキ第20回公演 『一九一一年』 演出 ＠王子小劇場

- 2012年　
  - 1月 世田谷シルク　世田谷区芸術アワード飛翔受賞公演 ／ シアタートラム ネクスト・ジェネレーションvol.4　第6回公演『渡り鳥の信号待ち』
    - 東京公演＠シアタートラム、札幌公演＠シアターZOO、京都公演＠ART COMPLEX1928

  - 3月 乙山×トプロデュース『∞（メビウス）～a day in the life～』＠下北沢　GEKI地下LIBERTY
  - 5月 エビス駅前バープロデュース　DART'S＆smokers ♯01『【VS】ベンチャースクール』 ＠新宿ライブハウス＆イベントスペース LEFKADA
  - 10月 劇団チョコレートケーキ第21回公演 『熱狂』『あの記憶の記録』 演出 ＠ギャラリー・ルデコ5F

- 2013年　
  - 1月 JACROW＃16『パブリック・リレーションズ』 ＠下北沢　OFF ・OFFシアター
  - 3月 劇団チョコレートケーキ サンモールスタジオ特別提携公演 『熱狂』『あの記憶の記録』 演出 ＠サンモールスタジオ
  - 3月 インソムニア『蒲田行進曲』 ＠下北沢　Geki地下Liberty
  - 9月 劇団チョコレートケーキ 第22回公演 『起て、飢えたる者よ』 演出 ＠サンモールスタジオ
  - 11月 ZIPANGU Stage『シット・コム』 日替わりゲスト
  - 12月 劇団チョコレートケーキ 第23回公演 『治天ノ君』 演出 ＠下北沢 駅前劇場

- 2014年　
  - 3月 劇団チョコレートケーキ 番外公演① 若手演出家コンクール2012最優秀賞受賞記念公演
  - 3月 『楽屋-流れ去るものはやがてなつかしき-』 演出 ＠下北沢・「劇」小劇場
  - 3月 劇団チョコレートケーキ 番外公演② TABACCHIプロデュース参加作品 『○六○○猶二人生存ス』 演出 ＠スクエア荏原
  - 6月 劇団チョコレートケーキ第24回公演 『サラエヴォの黒い手』 演出 ＠下北沢 駅前劇場
  - 8月 オフィス・コットーネプロデュース『密会』 演出 ＠下北沢 ザ・スズナリ[9]
  - 9月 劇団チョコレートケーキ 日本凱旋公演 ソウル演劇祭招聘作品 『親愛なる我が総統』 演出＠サンモールスタジオ
  - 12月 オフィスコットーネ『山の声 -ある登山者の追想』 演出 ＠小劇場B1

- 2015年　
  - 2月 トム・プロジェクト プロデュース 『スィートホーム』 演出 ＠赤坂レッドシアター
  - 4月　劇団チョコレートケーキ 第25回公演 『追憶のアリラン』 演出 ＠東京芸術劇場シアターイースト
  - 5月　フジテレビ金曜プレミアム『連続企業爆破テロ40年目の真実～極秘資料が明かす警察と爆弾犯の攻防260日～』出演
  - 6月　流山児★事務所 『新・殺人狂時代～12人の怒れる男たち～』演出 ＠下北沢ザ・スズナリ
  - 8月　劇団印象-indian elephant-ﾘｰﾃﾞｨﾝｸﾞ公演『ｸﾞﾛｰﾊﾞﾙ･ﾍﾞｲﾋﾞｰ･ﾌｧｸﾄﾘｰ』演出＠調布せんがわ劇場
  - 9月　On7第2回公演 『その頬、熱線に焼かれ』演出 ＠こまばアゴラ劇場
  - 12月　劇団チョコレートケーキwithバンダ・ラ・コンチャン『ライン（国境）の向こう』演出＠東京芸術劇場シアターウエスト

- 2016年　
  - 1月　劇団チョコレートケーキwithバンダ・ラ・コンチャン『ライン（国境）の向こう』演出 地方公演
  - 3月　体験版 芝居で遊びましょ♪Vol.13『裸電球に一番近い夏』演出＠北海道士別市朝日町 あさひサンライズホール
  - 7月　髭亀鶴 旗揚げ準備公演『大風呂敷』演出 ＠花まる学習会王子小劇場
  - 9～11月　劇団チョコレートケーキ 第27回公演『治天ノ君』演出（再演）　地方公演、ロシア公演、シアタートラム
  - 11～12月　トム・プロジェクト プロデュース『挽歌』演出 ＠東京芸術劇場シアターイースト、地方公演

- 2017年　
  - 2月　せんがわシアター121 vol.10 海外戯曲リーディング『ノームとアーメッド』演出＠せんがわ劇場
  - 5月　劇団チョコレートケーキ 第28回公演『60'sエレジー』演出 ＠新宿サンモールスタジオ
  - 5月　『リトル・ヴォイス』演出 ＠天王洲銀河劇場
  - 6月　『リトル・ヴォイス』演出 地方公演
  - 7月　『SCRAP』演出 ＠Space早稲田
  - 9月　劇団昴ザ・サード・ステージ第35回公演『幻の国』演出 ＠Pit昴
  - 11月　TBS 金曜ドラマ『コウノドリ』第7話 出演
  - 12月　劇団チョコレートケーキ 第29回公演『熱狂』『あの記憶の記録』演出 ＠東京芸術劇場シアターウエスト

- 2018年　
  - 2～3月　トム・プロジェクト プロデュース『Sing a Song』演出 ＠本多劇場、地方公演
  - 5月　NHK BSﾌﾟﾚﾐｱﾑ プレミアムステージ 劇団チョコレートケーキ公演『あの記憶の記録』『熱狂』
  - 7～8月　On7リバイバル公演 『その頬、熱線に焼かれ』演出 ＠東京芸術劇場シアターウエスト、地方公演
  - 9月　劇団チョコレートケーキ企画公演『ドキュメンタリー』演出 ＠下北沢 小劇場楽園